# Сіріу (Констанца)
Сіріу (рум. Siriu) — село у повіті Констанца в Румунії. Входить до складу комуни Круча.
Село розташоване на відстані 166 км на схід від Бухареста, 62 км на північний захід від Констанци, 89 км на південь від Галаца.

## Населення
За даними перепису населення 2002 року у селі проживали 246 осіб.
Національний склад населення села:
| Національність | Кількість осіб | Відсоток |
| -------------- | -------------- | -------- |
| румуни         | 241            | 98,0%    |
| татари         | 5              | 2,0%     |

Рідною мовою назвали:
| Мова      | Кількість осіб | Відсоток |
| --------- | -------------- | -------- |
| румунська | 241            | 98,0%    |
| татарська | 5              | 2,0%     |